# Akra (Krym)
Akra – starożytne miasto Greków bosporańskich we wschodniej części Krymu. Miasto to należało do tzw. małych miast bosporańskich i istniało w okresie od V wieku p.n.e. do IV wieku n.e.

## Położenie

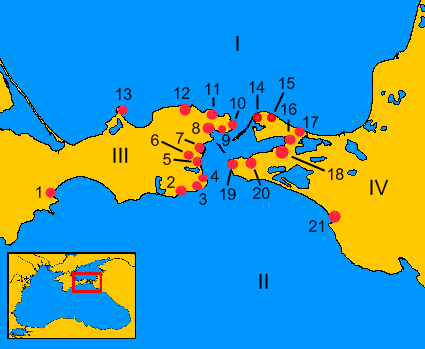
Akra (nr 4) oraz inne miasta i osady południowej części Królestwa Bosporańskiego:
I) Jezioro Meockie (Morze Azowskie)
II) Pontus Euxinus (Morze Czarne)
III) Półwysep Kerczeński (Krym)
IV) Półwysep Tamański
1) Teodozja
2) Kimmerikon
3) Kytaja
4) Akra
5) Nimfajon
6) Iluraton
7) Tyritake
8) Pantikapajon
9) Myrmekjon
10) Partenion
11) Portmion
12) Chersonez Zenonowy
13) Heraklion
14) Achilion
15) Kimmeris
16) Kepoi
17) Tyrambe
18) Fanagoria
19) Korkondama
20) Hermonassa
21) Gorgippia

Ruiny miasta położone są na Półwyspie Kerczeńskim nad Cieśniną Kerczeńską (w starożytności zwanej Bosporem Kimmeryjskim), w pobliżu współczesnej wsi Nabiereżnoje, 3 km na północ od przylądka Takil, najbardziej na południowy wschód wysuniętego punktu Półwyspu Kerczeńskiego. Znajdują się na mierzei oddzielającej niewielkie, przybrzeżne jezioro Janysz od brzegu morza, przy czym  główna część miasta jest zatopiona w wodach jeziora i morza.

## Starożytni o Akrze
Wspominane było przez licznych autorów starożytnych jako miasto (przez Pliniusza Starszego, Klaudiusza Ptolemeusza, Stefana Bizantyjskiego), osada (przez Strabona) lub nawet wieś (przez Psudo-Arriana). Skupiało ono uwagę starożytnych na sobie  ze względu na swoje położenie geograficzne, miało bowiem leżeć w najdalszym południowo-zachodnim punkcie Cieśniny Kerczeńskiej, miejscu gdzie brzeg Półwyspu Kerczeńskiego skręca na zachód.

## Poszukiwania miasta
O mieście w kontekście poszukiwań mówiło się już w XVIII wieku i dwukrotnie ogłaszano jego odkrycie. Odkryte na początku XIX wieku ruiny okazały się, po przypadkowym odkryciu przez rybaków kamiennej płyty z nazwą miasta w 1918, bosporańskim miastem Kytaja (łac. Cytaea). Odkryte później, dalej położone pozostałości innego starożytnego miasta okazały się z kolei Zefirionem, miastem wspominanym już przez Pliniusza Starszego. W trakcie poszukiwań Akry odkryto więc dwa inne starożytne miasta.
Sama Akra została przypadkowo odkryta przez ucznia Aleksieja Kulikowa, który w latach 1981–82 odnalazł tam 150 bosporańskich monet z IV wieku p.n.e., a swoimi odkryciami wraz z dokładnym schematem miejsca znaleziska podzielił się z kerczeńskimi archeologami. Profesjonalne wykopaliska rozpoczęły się w 1982.

## Wykopaliska
Badania archeologiczne naziemne i podwodne pozwoliły ustalić, że powierzchnia miasta wynosiła 3-4 ha. W toku wykopalisk odkryto resztki murów obronnych z basztami, ślady zabudowy miejskiej, studnię głębinową, kamienną cysternę, pozostałości przystani morskiej z 2 miejscami do zakotwiczania okrętów, a 600 m od współczesnego brzegu morskiego fragmenty kamiennego falochronu, świadczącego o walce mieszkańców miasta z wdzierającym się morzem. Mury miejskie rozpoczynają się  już na brzegu i ciągną się w morze na odległość 150 m od brzegu. Ich szerokość wynosiła do 3 m, a baszty miały przekrój kwadratowy o boku do 7 m. Na stanowisku odkryto liczne okazy starożytnej ceramiki (amfory), wyroby ze złota, srebra i brązu, groty strzał, fibule, sprzączki, części szkatułek i zamków oraz liczne monety bosporańskie (w sumie w latach 1981do 2001 – 400 egzemplarzy). W kamiennej cysternie, znajdującej się  na głębokości 3,5 m w odległości 300 m od brzegu, odkryto wspaniałą kolekcję amfor (w tym z wyspy Chios i Heraklei Pontyjskiej) i czarnofigurowej ceramiki starogreckiej z IV wieku p.n.e., często zachowanej w całości.

## Opuszczenie miasta
Proces zatapiania miasta przebiegał stopniowo. Mieszkańcy starali się powstrzymać go przez budowę falochronu, gdy to nie pomogło przenieśli się bardziej w głąb lądu, aż w końcu w IV wieku ostatecznie opuścili to miejsce.